# Посно прасе
Посно прасе је српски панк рок састав из Обреновца.
Састав је основан 2007. године у Обреновцу. Међу оснивачима су били чланови чланови различитих локалних бендова. Гитариста Богдан Ристичевић је свирао бас у „Технолошком вишку” док је вокал Зец у истом бенду био бубњар. У почетку су углавном свирали обраде, а прва ауторска песма била је Мој ћале постао је панкер. Први демо под називом С.Н.О.Б. снимили су 2008. године. После одласка дотадашњег певача, прикључио им се Златко Ракоњац. Током 2012. објављена је Демо држава, а две године касније и први албум Мртви уживо.